# Kreiskrankenhaus Lörrach

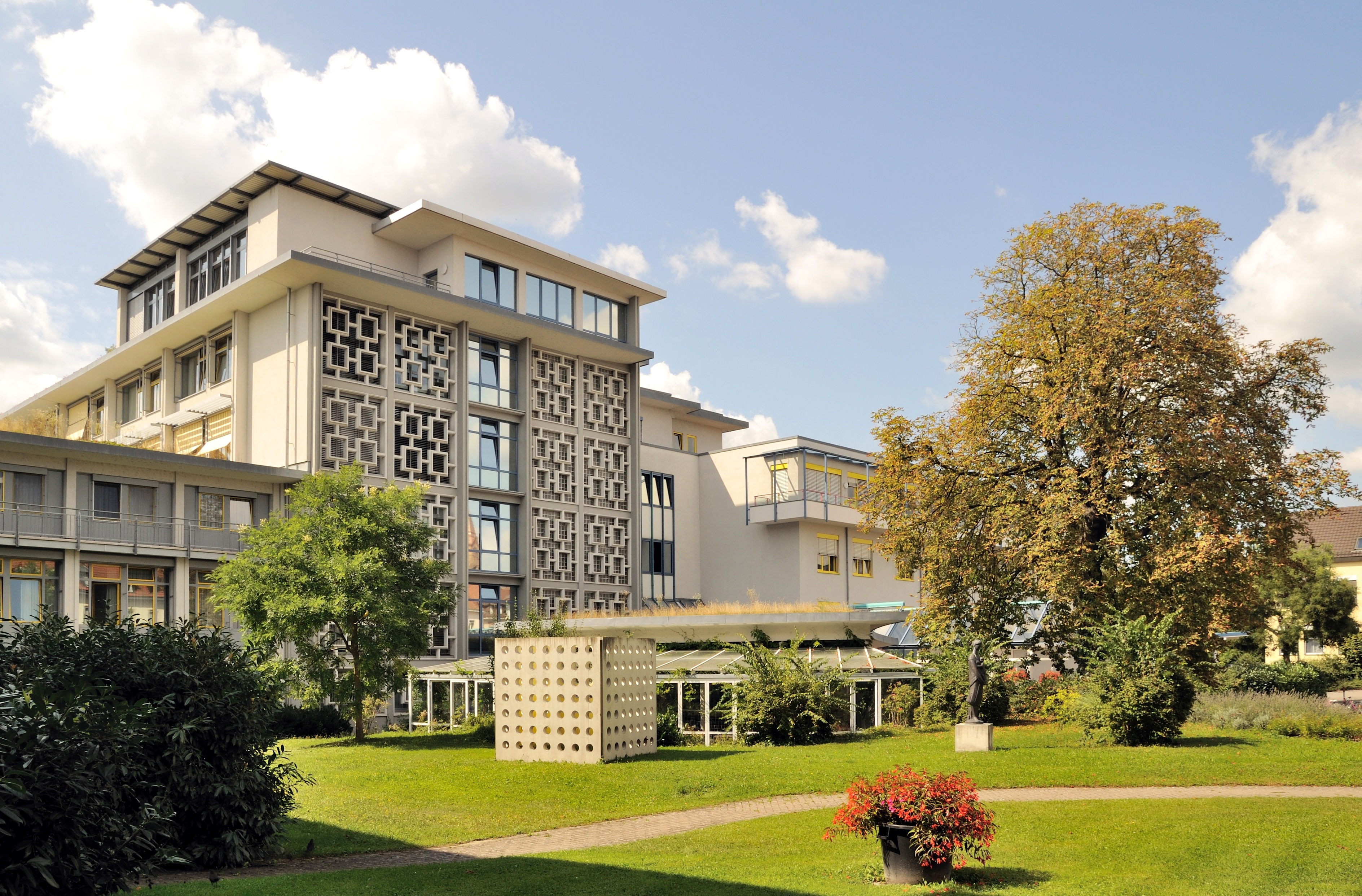
Kreiskrankenhaus Lörrach

Das Kreiskrankenhaus Lörrach wurde als erstes städtisches Spital in Lörrach 1845 gegründet. Es befindet sich heute in der Trägerschaft der Kliniken des Landkreises Lörrach. Es ist eines der größten Krankenhäuser im Südbaden und deckt den Landkreis Lörrach mit Teilen des Landkreises Waldshut-Tiengen ab.

## Geschichte
Das Haus wurde als erstes städtisches Spital in Lörrach 1845 gegründet. In den nachfolgenden Jahren wurde es erweitert und an einem zweiten Standort ausgebaut. Im Jahr 1955 wurde dann ein Neubau errichtet, seinerzeit eines der modernsten Krankenhäuser in Südwestdeutschland. Erweiterungen, Modernisierungen und Umbauten, wie ein neues Bettenhaus sowie eine Kinderklinik folgten. Das Kreiskrankenhaus Lörrach soll nach der Eröffnung des Zentralklinikums Lörrach, voraussichtlich 2025, seine Funktion als Klinikum verlieren, allerdings weiter als Interims-Rathaus während der Sanierung des Lörracher Rathauses genutzt werden.

## Medizinische Versorgung
Das Kreiskrankenhaus ist Akademisches Lehrkrankenhaus der Albert-Ludwigs-Universität Freiburg mit 320 Betten. Der Klinikkomplex am Rand der Lörracher Innenstadt besteht heute aus fünf miteinander verbundenen Gebäuden. Er umfasst die Kliniken für Chirurgie (mit Unfallchirurgie, Viszeralchirurgie, Kompetenzzentrum Lungentumore) und Innere Medizin (mit Kardiologie, Gastroenterologie, Onkologie, Neurologie, Pneumologie inkl. Schlaflabor), sowie die Fachabteilungen Anästhesie, Intensivmedizin, Radiologie (seit 2006 mit Hochfeld-Kernspintomograph) sowie Zentrallabor und Zentralapotheke.
Darüber hinaus bestehen ein onkologischer und ein geriatrischer Schwerpunkt mit Schlaganfallstation, eine Augenabteilung, das „Regionale Schmerzzentrum Südbaden“, die Zentren für Prävention und Komplementärmedizin (Traditionelle chinesische Medizin/Ganzkörper-Hyperthermie, Zusammenarbeit mit der chinesischen Anhui-Universität), eine Psychiatrische Tagesklinik mit Psychiatrischer Institutsambulanz in Kooperation mit dem Zentrum für Psychiatrie Emmendingen und der ambulante Pflegedienst „Mobilé“.
Zum Krankenhaus gehört zudem die Schule für Pflegeberufe der Kliniken des Landkreises Lörrach in Kooperation mit der St. Elisabethen-Krankenhaus Lörrach gGmbH (Gesundheits- und Krankenpfleger, Gesundheits- und Kinderkrankenpfleger, Gesundheits- und Krankenpflegehelfer). Die Zentralapotheke versorgt auch die drei Helios Kliniken im Landkreis Breisgau-Hochschwarzwald, insgesamt 1.200 Akutbetten und 400 Rehabetten.

## Kooperation mit dem St. Elisabethen-Krankenhaus
Da die Kreisklinik in Lörrach und das seit langem in Lörrach befindliche St. Elisabethen-Krankenhaus Lörrach (in Form einer gemeinnützigen GmbH, alleiniger Gesellschafter ist der Orden des Heiligen Vinzenz von Paul mit Sitz in Freiburg) Ende der 1990er Jahre erkannten, dass es künftig nicht mehr wirtschaftlich machbar ist, am Ort parallel gleichartige Leistungen anzubieten, vereinbarten sie im Rahmen eines vom baden-württembergischen Sozialministerium gewährten Sonderstatus in der Krankenhausbedarfsplanung im Jahr 1999 einen bis 2006 umgesetzten kooperativen Umstrukturierungsprozess mit dem Ergebnis einer Spezialisierung, die unter dem Motto „Lörracher Weg“ als Modell für den Erhalt von Trägervielfalt durch Aufgabenteilung gilt.
Die Chirurgie und die Innere Medizin mit Neurologie und Erwachsenenpsychiatrie wurden am Kreiskrankenhaus Lörrach, die Frauenheilkunde und Geburtshilfe, das Perinatalzentrum, die Kinder- und Jugendmedizin am St. Elisabethen-Krankenhaus konzentriert, ausgebaut und modernisiert. Die beiden Klinikträger kooperieren durch eine gemeinsame Krankenpflegeschule, in der Radiologie, im Zentrallabor und der Zentralapotheke, sowie in der gemeinsamen Abteilungsleitung in der Anästhesie.